# Utnäset (naturreservat, Gnesta kommun)
Utnäsets naturreservat är ett naturreservat i Gnesta kommun, beläget cirka åtta kilometer söder om samhället Björnlunda. Syftet med reservatet som bildades 2001 är att bevara en halvö i norra delen av sjön Likstammen med en flora av ovanliga lundväxter och svampar samt naturskogsartade blandskogar med omgivande vattenområde med höga naturvärden.
Området är cirka 80 hektar varav 34 hektar är vatten. Reservatet är delvis mycket bergigt med markanta branter både i den norra delen som mot stränderna i sydväst. I reservatet finns även en fornborg.
Naturreservatet ingår i det Europeiska nätverket (Natura 2000) av värdefulla naturområden.